# Peter Jennings
Pour les articles homonymes, voir Jennings.
Peter Charles Jennings est un journaliste et présentateur de télévision américain, né le 29 juillet 1938 à Toronto au Canada et mort le 7 août 2005. D'origine canadienne, il n'avait pris la nationalité américaine qu'en 2003.
Il est le présentateur vedette de la chaîne de télévision ABC, incarnant le calme et le désir d'expliquer clairement les faits. Il occupe ce poste pendant plusieurs décennies, devenant ce qui est communément appelé aux États-Unis un anchor, c'est-à-dire un présentateur auquel les téléspectateurs s'identifient et font confiance pour la transmission d'informations.

## Enfance et formation
Son père, Charles Jennings, est un pionnier de la radiodiffusion au Canada. Le jeune Peter commence auprès de lui sa carrière à l'âge de neuf ans, en animant une émission hebdomadaire d'une durée d'une demi-heure sur la radio publique canadienne, Peter's Program.
Il abandonne l'école secondaire à l'âge de 17 ans sans diplôme.

## Carrière
Après avoir fait une partie de son apprentissage à la radio montréalaise à la fin des années cinquante, il commence à travailler pour ABC en 1964. Après s'être un temps frotté aux rigueurs de la présentation du journal du soir, il se lance dans une carrière de correspondant de presse à l'étranger, faisant ses classes au Vietnam, à Beyrouth et à Londres jusqu'en 1983. Cette expérience ajoutée à son origine canadienne lui donne par la suite une stature de présentateur plus porté sur l'international que ses rivaux.
De septembre 1983 à avril 2005, Peter Jennings est le rival de Dan Rather, le présentateur vedette du journal de CBS et de Tom Brokaw de NBC. Au sommet de sa popularité dans les années 1992-1993, quatorze millions de téléspectateurs suivent son journal chaque soir, cependant, comme ses rivaux, il est victime de la désaffection générale des Américains dans le suivi des informations à la télévision, passant de 75 % en 1970 à 37 % en 2005.
Sa personnalité, son léger accent canadien, son élégance naturelle et son scepticisme, attirent contre lui les critiques des milieux conservateurs américains qui le jugent trop « libéral » — à gauche dans le sens américain du terme — et trop indulgent à l'égard des Palestiniens ou de Fidel Castro.
Le 5 avril 2005, il annonce avec simplicité et en direct devant ses téléspectateurs du journal du soir qu'il est atteint d'un cancer du poumon. Misant sur un traitement par chimiothérapie, il exprime le souhait de revenir dès que possible sur son plateau de télévision, mais il n'en a ensuite plus la force. Après avoir cessé de fumer pendant 20 ans, il avait repris durant son direct historique de 60 heures consécutives après les attentats du 11 septembre 2001. 

## Distinctions
En 2005, il reçoit l'Ordre du Canada et en 2006 il est nommé Disney Legend à titre posthume.
La section de West End Avenue devant le locaux d'ABC News au 121-135 West End Avenue a été rebaptisée Peter Jennings Way en 2006 en honneur du présentateur vedette d'ABC News.

## Vie privée
Il a été marié quatre fois et divorcé trois fois.

## Fiction
Il est incarné par Benjamin Walker dans le film September 5 de Tim Fehlbaum sorti en 2024.